# Potočani (Livno)
Pour les articles homonymes, voir Potočani.
Potočani (en cyrillique : Поточани) est un village de Bosnie-Herzégovine. Il est situé dans la municipalité de Livno, dans le canton 10 et dans la fédération de Bosnie-et-Herzégovine. Selon les premiers résultats du recensement bosnien de 2013, il compte 335 habitants.

## Histoire
Sur le territoire du village se trouve le site archéologique de Crkvina où se trouvent les ruines d'une église paléochrétienne, les ruines d'une église médiévale et une nécropole médiévale ; les objets découverts sur le site sont conservés au musée du couvent franciscain de Gorica. Le site est inscrit sur la liste des monuments nationaux de Bosnie-Herzégovine.

## Démographie

### Évolution historique de la population
| 1948 | 1953 | 1961 | 1971 | 1981 | 1991 | 2013 |
| ---- | ---- | ---- | ---- | ---- | ---- | ---- |
| -    | -    | 525  | 569  | 398  | 442  | 335  |

|  |